# アントグループ
アントグループ（中国語: 蚂蚁集团、旧称: アント・フィナンシャル）は、中国のアリババグループの金融関連会社。世界最大のモバイルとオンライン決済プラットフォームAlipay（アリペイ） 、世界最大のMMFの余額宝（ユエバオ） 、信用評価システムの芝麻信用を運営している

## 歴史
2014年10月16日にAlipayはアント・フィナンシャルサービスにリブランドされた 。2015年にアント・フィナンシャルは中国投資有限責任公司、中国建設銀行、中国人寿保険、中国郵政、「China Development Bank Capital」と「Primavera Capital Group」から45億ドルの資金を調達した 。2015年にアント・フィナンシャルの企業価値は450億ドルと評価された。2016年4月26日時点でアント・フィナンシャルは約4億5000万人の年間アクティブユーザーを有しており、クレディ・スイスは中国のオンライン決済処理の58%がアリペイを通じて行われていると推定した。2016年9月、アント・フィナンシャルはEyeVerify Inc.を買収した
2017年1月下旬までに、アント・フィナンシャルの企業価値は600億ドルと評価された。当時、ウォールストリートジャーナル紙はアント・フィナンシャルを「オンラインバンキング、資金管理およびその他の金融サービスのジャガーノート」と呼んだ。一部のアナリストは同社の企業価値を約700億ドルと評価し、ゴールドマン・サックスグループの時価総額の950億ドルを上回り「早期に1000億ドルを超えると予測した」 。2017年1月26日、アント・フィナンシャルはマネーグラム・インターナショナルを8億8000万ドルで買収する取引を発表したが、2018年1月に対米外国投資委員会(CFIUS)から許可が得られなかったことでマネーグラムの買収を断念すると発表した。
2020年11月5日には上海と香港の両証券取引所に合計370億USドル（約3兆8000億円）で新規上場を行う予定であったが、中国政府がアリババグループの独占状態を調査したことから規制が変更になり、その2日前に延期となった。香港市場で 1,670,706,000 株を80香港ドルで、上海市場でも同額でという、史上最大額の資金調達が見込まれていただけに投資家の間では衝撃が走ったが、その半月ほど前の2020年10月24日にアリババグループ創始者の馬雲が上海で開かれた金融フォーラムで中国の金融制度を批判したことで当局が激怒し、アリババの関連会社であるアントグループが割を食い介入を招いた結果と報じられている。2023年1月7日には株式保有調整を実施し、馬が所有する過半数の議決権の大部分を手放すことで合意したことを明らかにした。

## 子会社とジョイントベンチャー
2015年にアリババとアント・フィナンシャルによってジョイントベンチャーとして金融企業の「Koubei」が創設された。2016年4月26日時点で、アント・フィナンシャルはマネー・マーケット・ファンドの「余額宝」とネット銀行の「マイバンク」を運営している。